# Třída Meteoro
Třída Meteoro je nejnovější třída oceánských hlídkových lodí španělského námořnictva. Jejich oficiální označení je Buque de Acción Marítima (BAM). Patří do typové řady AVANTE 3000 španělská firma Navantia. V letech 2011–2012 do služby vstoupily první čtyři jednotky této třídy. Další dvě byly objednány a další patrně budou následovat. Plavidla třídy BAM lze postavit v různých verzích, umožňujících jejich nasazení při hlídkování, průzkumu, záchranných misích, výzkumu oceánů a dalších typech misí.

## Stavba

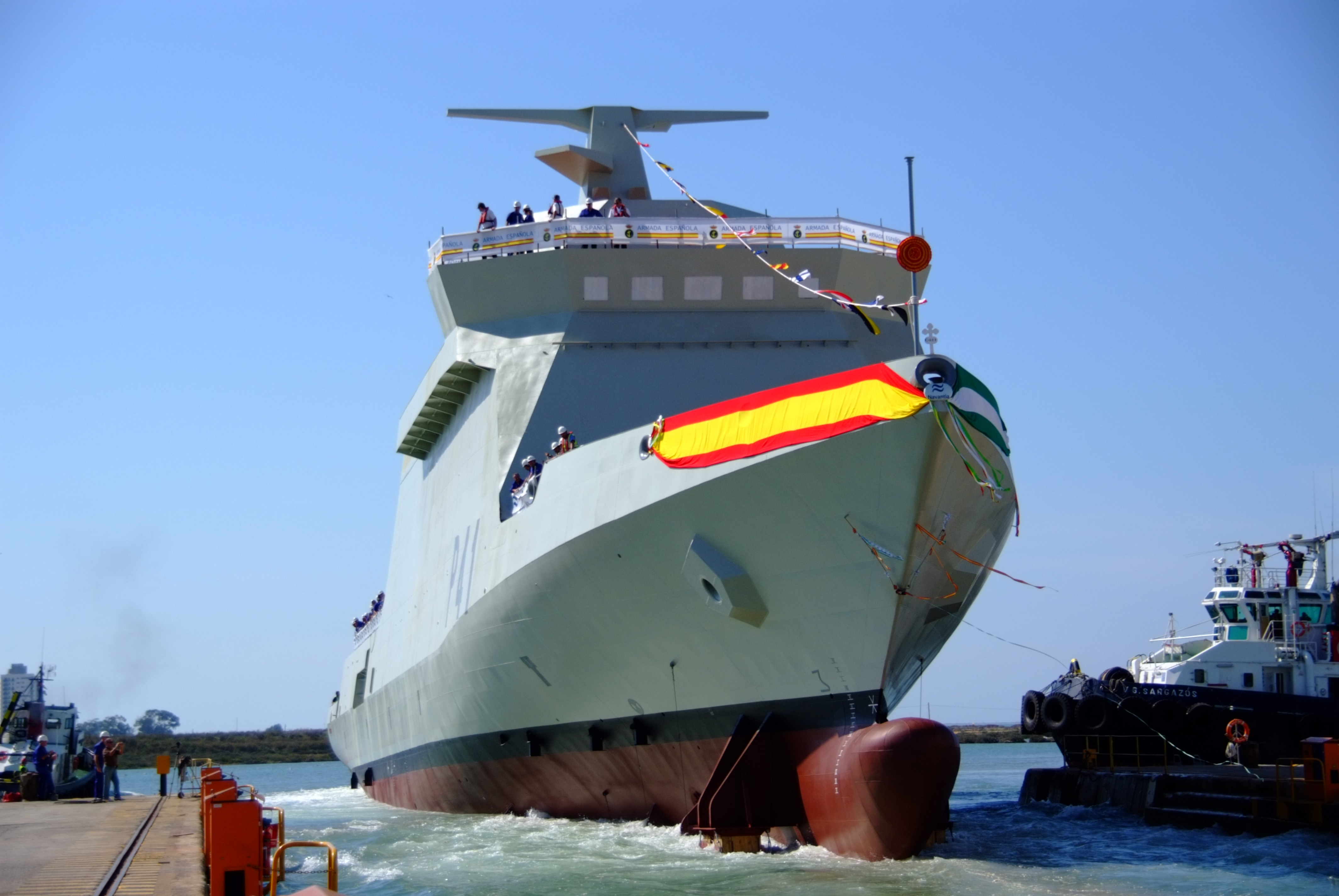
Spuštění prototypové jednotky Meteoro

Celý program byl zahájen v roce 2004. Plavidla jsou stavěna jako náhrada hlídkových lodí starších tříd Barceló, Anaga, Conejera, Toralla a Descubierta. Hlavním kontraktorem projektu je firma Navantia, přičemž stavba probíhá v jejich loděnici San Fernando / Puerto Real v Cádizu. Od roku 2007 je stavěna první série, zahrnující plavidla Meteoro (P-41), Rayo (P-42), Relámpago (P-43) a Tornado (P-44). První dvě jednotky byly dokončeny v roce 2011, druhý pár byl zařazen v průběhu roku 2012.
V roce 2014 Španělsko objednalo stavbu dalších dvou jednotek, které mají být dodány v rámci kontraktu ve výši 400 mil. Euro. Stavba byla zadána především za účelem podpory domácího loďařského průmyslu. V srpnu 2015 byla zveřejněna jména obou plavidel – Audaz a Furor. Kýly obou plavidel byly založeny v dubnu 2016 v Navantia v San Fernandu a Ferrolu.
Na základě třídy Meteoro je vyvíjena loď na záchranu ponorek BAM-IS (Intervención Subacuática), která má do služby vstoupit před první ponorkou nové třídy S-80 (plánováno na rok 2022).
Jednotky třídy Meteoro:
| Jméno            | Založení kýlu     | Spuštěna        | Vstup do služby   | Status  |
| ---------------- | ----------------- | --------------- | ----------------- | ------- |
| Meteoro (P-41)   | 13. března 2009   | 16. října 2009  | 28. července 2011 | aktivní |
| Rayo (P-42)      | 3. září 2009      | 18. května 2010 | 26. října 2011    | aktivní |
| Relámpago (P-43) | 17. prosince 2009 | 6. října 2010   | 6. února 2012     | aktivní |
| Tornado (P-44)   | 5. května 2010    | 21. března 2011 | 19. července 2012 | aktivní |
| Audaz (P-45)     | 29. dubna 2016    | 30. března 2017 | 27. července 2018 | aktivní |
| Furor (P-46)     | 29. dubna 2016    | 8. září 2017    | 21. ledna 2019    | aktivní |

## Konstrukce

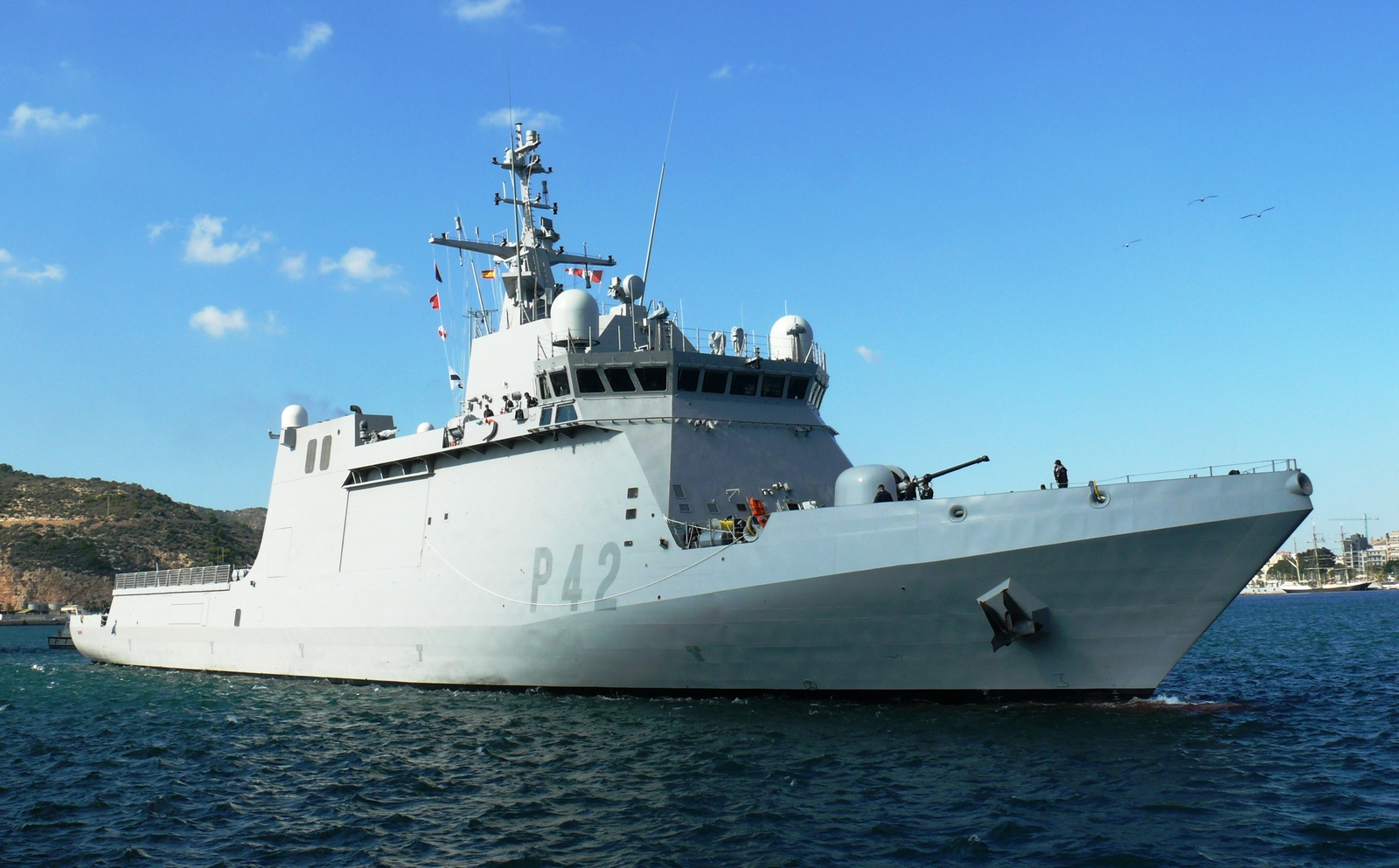
Rayo (P-42)

Plavidla mají modulární konstrukci, která umožňuje jejich rychlou modifikaci pro plnění specifických úkolů (hlídkování, sběr informací, hydrografický průzkum, záchranné mise, podpora potápěčů atd.). Speciální vybavení je přitom součástí šesti standardizovaných kontejnerů, které lze dle potřeby měnit. Mimo 35člennou posádku přitom může být na palubě dalších 35 osob. Výzbroj tvoří jeden 76mm kanón Otobreda, dva 25mm kanóny a dva 12,7mm kulomety. Z přistávací paluby na zádi může operovat jeden vrtulník NH-90, který lze uložit do palubního hangáru.
Pohonný systém je diesel-elektrický s párem dieselů, čtyřmi diesel-generátory a párem elektromotorů. Nejvyšší rychlost dosahuje 20,5 uzlu.

## Operační služba

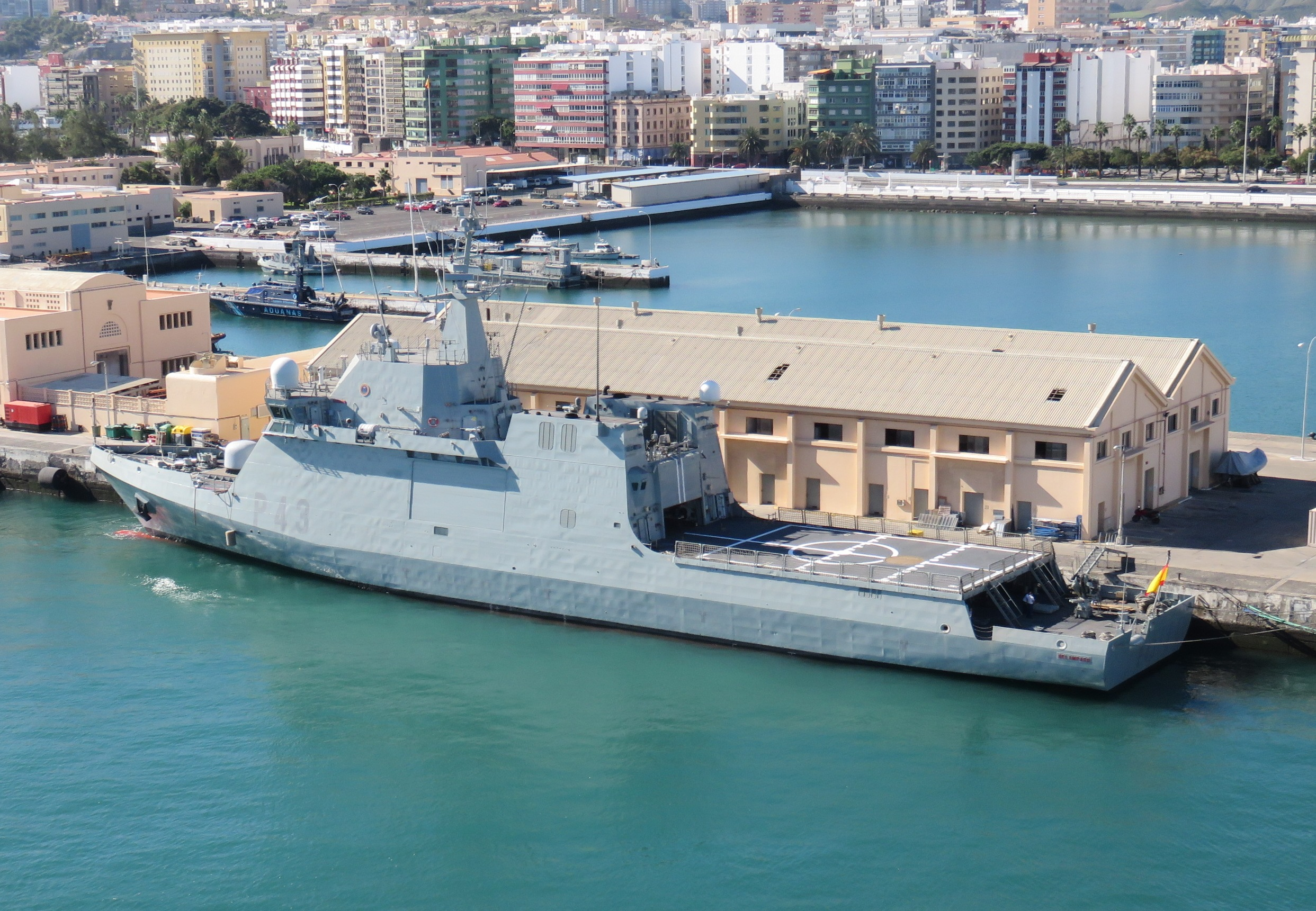
Relámpago (P-43)

Hlídková loď Relámpago (P-43) byla nasazena do protipirátské operace Atalanta.